# Мациевский, Евгений Олегович
Евге́ний Олегович Мацие́вский (род. 1945) — русский художник. Заслуженный художник России (2000 г.).

## Биография
Родился в 1945 году в Магадане, закончил Московское высшее Художественно-промышленное училище.
С 1970 г. активно участвует в выставках в Москве, Эстонии, Польше, Болгарии, Югославии, Италии, Норвегии и других странах. В 1975 году принят в Московского Союза художников. Провел более двухсот персональных выставок в России и за рубежом. Участник выставки «Взгляд сквозь время» (совместно с Мациевским Денисом Евгеньевичем) в Художественном музее им. В. С. Сорокина — Дом Мастера в г. Липецк 2009 г. В марте 2011 года представляет свои работы (совместно с Мациевским Денисом Евгеньевичем) на выставке «Галерея времени» в московской галерее «Винсент».
В 1980 и 1986 гг. награждён дипломами Московской городской организации Художественного Фонда, а также дипломом МОСХ в 1982 г. В 1986 г. получил премию «Зелена Гура» в Польше, в 1989 г. — Государственную премию Министерства Культуры. В 1991 г. стал лауреатом литературно-художественной премии журнала «Юность». Награждён золотой медалью Российской академии Художеств в 2005 году. Лауреат Премии города Москвы в области литературы и искусства в номинации «Изобразительное искусство». Награждён медалью Московской организации Союза художников: «За заслуги в развитии изобразительного искусства» в 2009 г.
Работы находятся в Государственной Третьяковской галерее, в Музее Московского Кремля, Государственном музее А. С. Пушкина, Государственной библиотеке им. Ленина, Центральном музее революции; в Художественных музеях городов: Бендеры, Сочи, Красноярск, Херсон, Магнитогорск, Сумы, Севастополь, Курск; в Музее народного искусства и Галерее искусств (Польша), в Коллекции г-на Людвига (г. Кёльн), Коллекции Джакомо Скоццари (Италия), в Галерее «Эдмонд» (Франция), «Арчибальд Кемпбл» (Англия), в частных коллекциях.
Для художественного метода Е. Мациевского характерны отточенное мастерство, знание глубоких традиций, поиск новых нюансов, обогащающих графический язык и содержаний его произведений. Творчество художника развивается от некоторой манерности, подчеркнутой гротескности образа в гравюре к масштабности и философской метафоре композиции. Его произведения воспринимаются по-разному. Иногда кажется, что это легкие, свободные, романтические и фантастические импровизации. Художник раскрепощает себя в живописи и акварелях. Они велики по размерам, насыщены и многозначны. Волшебство цвета, его бесчисленные неповторимые переливы, утонченные певучие сочетания сохранившего на плоскости все свойства и качества многосложной фактуры. В его картинах нет рассказа, нет события, событие — это сама картина.